# Dziewczyna mojego kumpla
Dziewczyna mojego kumpla – amerykańska komedia romantyczna z 2008 roku.

## Opis fabuły
Tank (Dane Cook) to facet z nietypową pracą – wynajmują go faceci, którym zależy na poprawie własnego wizerunku na dziewczynach. On umawia się z konkretną dziewczyną na randkę, podczas której stara się ją do siebie zachęcić i sprawić, że dziewczyna go polubi. Potem ją rzuca, co zwykle kończy się to powrotem do poprzedniego chłopaka. Dustin (Jason Biggs), przyszywany kuzyn oraz najlepszy przyjaciel Tanka, jest nieszczęśliwie zakochany w pięknej Alexis, koleżance z pracy (Kate Hudson). Nie udaje mu się jednak wzbudzić u niej zainteresowania więc postanawia poprosić Tanka o pomoc. Tank umawia się na randkę z Alexis, podczas której zachowuje się najgorzej jak tylko potrafi. Jednak Alexis nie zraża obelżywe zachowanie nowego znajomego. Za namową współlokatorki postanawia spotykać się z Tankiem, aby spróbować nowych, dzikich wrażeń. Tank szybko zakochuje się w Alexis i oboje lądują w łóżku. Dustin z początku nie wie, że Tank stał się jego konkurentem i nadal stara się zaskarbić serce ukochanej. Gdy dowiaduje się o ich związku fabuła filmu się komplikuje.

## Obsada
- Dane Cook – Tank
- Kate Hudson – Alexis
- Alec Baldwin – Profesor Turner
- Jason Biggs – Dustin
- Diora Baird – Rachel
- Lizzy Caplan – Ami
- Riki Lindhome – Hilary
- Mini Anden – Lizzy
- Hilary Pingle – Claire
- Nate Torrence – Craig
- Malcolm Barrett – Dwalu
- Taran Killam – Josh
- Faye Grant – Merrilee
- Richard Snee – Brian
- Alberto Bonilla – Pedro

i inni